# 未來啟示錄Online
未來啟示錄Online是一款以電話接任務的形式的遊戲，由遊戲橘子代理，原廠為Nexon。
角色起初時有重炮手、殺手、捍衛者、使徒四個角色，到15lv、30lv時，可以選一個職業(二選一)，當升級後，會有提示你去做新任務，時限任務當日內需要完成。